# آلال

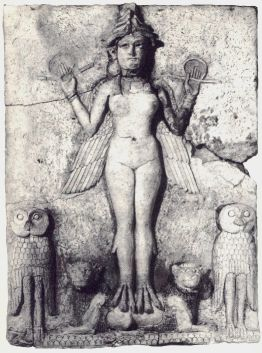
"نقش ملكة الليل"، وهو معروض حالياً في المتحف البريطاني. تُظهر النقش إلهة مجنحة ذات أقدام تشبه أقدام النسور، محاطة ببوم وواقفة على أسود مستلقية.

آلال (بالإنجليزية: Alal)‏، في أساطير بلاد ما بين النهرين، كان نوعًا من الشياطين، لإغراء الرجال. خرج من العالم السفلي واتخذ أشكالًا مختلفة. كان سكان بابل قادرين على التصدي لإغراءاته بالتمائم.